# Maurice Métral
Pour les articles homonymes, voir Métral.
Maurice Métral est un écrivain suisse né le 5 avril 1929 à Grône, en Valais et décédé le 14 janvier 2001 à son domicile, dans le village de Grimisuat.

## Biographie
Fils d'un père menuisier-charpentier, Maurice Métral est l'un des dix enfants de la famille. Après une formation de charpentier, Maurice Métral a travaillé de 1949 à 1953 sur les grands barrages valaisans. Marié en 1951 à Angela Romelli, il aura cinq enfants. Devant les difficultés pour nourrir sa famille, il devient professeur de français et de littérature à l'Institut israélite de Bex, jusqu'à 1962. En 1960, il accepte également un poste de rédacteur à la Feuille d'Avis du Valais. En 1970, atteint dans sa santé, il quitte le journalisme professionnel pour se consacrer à son œuvre de romancier.
Depuis plusieurs années la famille Métral s'est installée aux Combes sur la commune de Grimisuat.
Maurice Métral a consacré la presque totalité de son œuvre au Valais, à ses mœurs, et à ses habitants. Il est décédé le 14 janvier 2001.

## Publications
- Le chemin des larmes, 1953
- Le cœur des autres, 1960
- Écrivains en image, 1965
- La clairière aux pendus, 1968
- La vallée blanche, 1969
- Les hauts cimetières, 1970
- Les vipères rouges, 1972
- La cordée de l’espoir, 1973
- L’enfant refusé, 1973
- Le carrefour des offensés, 1974
- Le refuge de la tendresse, 1974
- L’enfant des hommes, 1975
- La solitaire, 1976
- Un jour de votre vie, 1976
- Tant que nous vivrons, 1976
- Toi ou personne, 1977
- La nuit de ta victoire, 1977
- L’appel du soir, 1977
- La promesse, 1978
- Juge et meurs, 1978
- L'aveu, 1979, ouvrage précédemment paru sous le titre La Clairière aux pendus
- Le temps des regrets, 1979
- Pour une mère, 1979
- L'avalanche, 1979
- L’impuissante, 1980
- L’aube rouge, 1980
- Les loups parmi nous, 1980
- Le soleil que tu m’as donné, 1981
- Le visage perdu, 1981
- Le doute, 1982
- L'héritière, 1982
- Les racines de la colère, 1982
- La vocation d’aimer, 1983
- Le survivant, 1983
- Ce haut-pays dont je suis l'enfance, 1983
- L’étrangère, 1984
- Les souvenirs ne meurent jamais, 1984
- Les enchaînés, 1984
- Les parents coupables, 1985
- Nous avons tous besoin d’amour, 1986
- Johanna, 1987
- Les feux du Ciel, 1987
- La lumière partagée, 1988
- Un Horizon de bonheur, 1990
- Le silence du matin, 1991
- Amère solitude, 1991
- Une lueur d’éternité, 1993
- La montagne rose, 1994
- L’Espérance, 1995
- Vos rides sont mes chemins, 1997
- Les jours heureux, 1998
- La Mort donnée, 2000

## Distinctions
- Prix Narcisse-Michaut de l’Académie française en 1969 pour La Clairière aux pendus
- Grand Prix du Roman (Paris) pour L'Avalanche
- Grand Prix de Fraternité humaine (Paris) pour L'Impuissant
- Médaille d'or du Mérite social pour Les Hauts cimetières
- Grand Prix Ulrico Hoepli (Zurich) pour Les Vipères rouges
- Prix des littératures de langue française hors de France (Paris) pour L'Étrangère
- Grande médaille d'argent de la ville de Paris en 1975
- Prix Broquette-Gonin (littérature) de l’Académie française en 1977 pour L’Appel du soir
- Chevalier de l'Ordre des arts et des lettres en 1985
- Grand Prix de la Francophonie de l’Académie française en 1992

## Sources
- Site officiel
- André Chedel, Maurice Métral, sa vie, son œuvre, Sion, éditions La Matze
- Presse suisse de 1977 à 2001